# 陈玮 (1972年)
陈玮（1972年10月—），浙江东阳人，汉族，九三学社社员。中华人民共和国政治人物、第十三届全国人民代表大会浙江省代表。

## 生平
2018年，陈玮被选为浙江省出席第十三届全国人民代表大会代表。